# .uk
پسوند ‎.uk‏ پسوند دامنه اینترنتی کشور پادشاهی متحد است. مسئول ثبت دامنه‌های با این پسوند مؤسسه نامینت واقع در شهر آکسفورد در انگلستان است. طبق گزارش وبگاه این مرکز، تا اوایل آوریل ۲۰۰۸ بیش از ۶٬۱۲۶٬۷۸۵ دامنه با این پسوند در اینترنت ثبت شده‌است.

## پسوندهای عام این پسوند
- .uk - فقط برای ثبت کنندگان اولیه مانند خود نامینت.
- .ac.uk - ویژه موسسات آکادمیک و دانشگاهی
- .gov.uk - ویژه موسسات و سازمان‌های دولتی داخل بریتانیا
- .mod.uk - ویژه وزارت دفاع بریتانیا
- .nhs.uk - ویژه سرویس ملی بهداشت بریتانیا، و تمامی اعضای رسمی تابع آن
- .co.uk - برای هر نوع تجارت و شرکت
- .plc.uk - شرکت‌های سهامی عام با مسئولیت محدود
- .ltd.uk - شرکت‌های مسئولیت محدود
- .me.uk - شخصی، برای هر فرد تبعه بریتانیا
- .net.uk - سرویس دهندگان اینترنت در بریتانیا
- .sch.uk - مدارس